# NGC 538
NGC 538 is een spiraalvormig sterrenstelsel in het sterrenbeeld Walvis. Het hemelobject ligt 226 miljoen lichtjaar (69,3 × 106 parsec) van de Aarde verwijderd en werd op 20 november 1886 ontdekt door de Amerikaanse astronoom Lewis A. Swift.

## Synoniemen
- 2MASX J01252603-0133021
- MCG +00-04-130
- PGC 5275
- UGC 991
- ZWG 385.120
- DRCG 7-23